# Lipenovići
Lipenovići (cyr. Липеновићи) – wieś w Bośni i Hercegowinie, w Republice Serbskiej, w gminie Bratunac. W 2013 roku liczyła 4 mieszkańców.